# Carolin Jaron
Carolin Jaron (* 6. Dezember 2006 in München) ist eine deutsche Handballspielerin. 

## Vereinskarriere
Jaron begann als Fünfjährige mit dem Handballsport beim TSV Unterhaching. Bereits ihre Eltern und ihre Schwester spielten Handball. Bis zum Jahr 2020 war sie zudem Cheerleaderin. 2021 wechselte Jaron in die Jugendabteilung der HSG Blomberg-Lippe. Im Februar 2025 erhielt sie dort einen Bundesliga-Vertrag.